# Katalin Zamiar
Katalin Rodríguez-Ogren (nacida Katalin Zamiar Rodríguez, más conocida como Katalin Zamiar; Chicago, Illinois; 12 de agosto de 1971) es una atleta cubana-estadounidense incluso es actriz de artes marciales y periodista.

## Biografía
Enseñó ciencias forenses de la Universidad de Illinois, donde obtuvo una licenciatura en antropología. Ha estudiado artes marciales desde 1982 y es una artista marcial de cinturón negro en la celebración de Tae Kwon Do, Karate Goju, y Shorin Ryu Karate.
A partir de 2010, es propietaria de POW! Mixed Martial Arts que es su centro de formación y el Chicago Krav Maga. Junto con la docencia en su centro de formación en el centro de Chicago, a veces Zamiar cubre el Ultimate Fighting Championship para la revista Grappling, centrándose principalmente en reportajes y entrevistas. Ella tiene más de 150 artículos publicados en diversas revistas de artes marciales incluyendo el Cinturón Negro y Inside Kung Fu, entre otros, y ha aparecido en revistas Shape, Allure y Self.
Es una presentadora de aptitud internacional y la enseñanza de las artes marciales en varias conferencias de Taipéi a Aruba, y pasó un tiempo como portavoz de la RevGear, empresa de artes. También escribe artículos y libros, y es una entrenadora excepcional en Podfitness.com.

## Videojuegos y cine
En los juegos de video y cine; Kitana, Mileena y Jade en 1993 el clásico de culto de los videojuegos Mortal Kombat II (el video fue grabado con el traje azul de Kitana, Mileena y Jade, que John Tobias creó a cambiar el color del traje de púrpura y verde). En 1997, Zamiar, junto con Philip Ahn (Shang Tsung en MKII) y Elizabeth Malecki (Sonya en Mortal Kombat), presentó una demanda contra Midway Games por la falta de derechos de autor para las versiones caseras del juego, un caso de que Midway salió victorioso. Esto provocó que Kitana, Mileena y Jade fuesen excluidas de Mortal Kombat 3, sin embargo, fueron reañadidas en Ultimate Mortal Kombat 3, esta vez interpretadas por Becky Gable.
En 1995, ella y su compañero Ho Sung Pak actor del Mortal Kombat (Liu Kang en el juego y su novio en el momento), Daniel Pesina también actor del Mortal Kombat, y Phillip Ahn apareció en Thea Realm Fighters, un juego de lucha lanzado siempre produce exclusivamente para Atari Jaguar. Más tarde, ella hizo dos videos de artes marciales condicionado por Pak. En 1996, interpretó a una mujer ninja Chae Lee en juego Catfight.
En 2003, ella jugó un papel menor en la película de artes marciales Libro de Espadas. En honor a sus alter ego en Mortal Kombat, Katalin una vez más interpretó a un personaje ninja, vestido con ropas similares a las MKII homólogos y aún empuñando dos salidas como Mileena. La película también está protagonizada por Pesina, Pak, y otro actor Mortal Kombat, Richard Divizio, que también se observan en la ropa MK estilo a lo largo de la película.
También se puede ver en los videos de varios ejercicios, ya que ha aparecido en más de una docena de videos de fitness y del mercado de las artes marciales.